# Фу Си
Фу Си (кит. упр. 伏羲, пиньинь fúxī или 宓犧, 虙羲), иначе Паоси (кит. трад. 庖犧, упр. 庖牺, пиньинь páoxī), Тай хао (кит. 太昊) — легендарный первый император Китая (Поднебесной), божество — повелитель Востока.

Изображение Фу Си на шёлке, середина XVIII века, эпоха Цин

## Предание

Фу Си с Восемью Триграммами и черепахой. Картина сунского художника Ма Ли

Фу Си считался владыкой Востока и представлялся существом с телом змеи или китайского дракона, но с человеческой головой (описание Хуанфу Ми, 215—282), т.е в виде нага. Его временем года была весна, помощником был дух дерева Гоуман, державший в руках циркуль, который Фу Си изобрёл. Цветом Фу Си был зелёный. Его резиденция находилась в Чэнчжоу в Хэнани, в городе который существует поныне.
Рождение Фу Си было чудесным. Его мать забеременела, ступив ногой в след духа грома, великана Лэй Шэня, по дороге к берегу озера Лэйцзэ.
Согласно китайской традиции, люди обязаны Фу Си умением ловить рыбу и приготовлять на огне пищу. Фу Си первым сплёл из верёвки рыболовные сети. Фу Си считается также изобретателем китайской иероглифической письменности, создавшим первые 8 триграмм, ставших основой для письма и китайской учёности. Эти письменные знаки Фу Си начертал, увидев схожие рисунки и узоры на спине ин-луна, выплывшего из реки Хуанхэ. Фу Си изобрёл музыку и измерительные инструменты, научил людей приручать диких зверей и заниматься шелководством.
Супругой Фу Си была его сестра, богиня Нюйва. Согласно принятой конфуцианской модели летоисчисления, Фу Си правил с 2852 по 2737 годы до н. э. Он правил 115 лет. 

## Текстуальные свидетельства
Имя Фу Си впервые упоминается у Чжуан-цзы, 4-3 вв. до н. э., (главы 4, 6, 10, 16), наряду с Жёлтым императором и другими менее известными персонажами, как более или менее известное читателю. Упоминается его имя также и в «Шан Цзюнь Шу» (Книге Правителя области Шан), в «Чжоу би суань цзин» и в «Хуайнань-цзы».
Миф о создании триграмм изложен в трактате «Чжоу и» (Книга перемен). В «Си цы чжуань» Фу Си назван Бао Си.
Фу Си, а также Нюйва, Шэньнун и Юй Великий, описываются Ле-цзы как существа со змеиным телом, головой коровы, носом тигра и лицом человека (蛇身人面，牛首虎鼻) — в пример того, что высшая мудрость не всегда соответствует человеческой внешности.

## Свидетельства о Фу Си (Бао Си)
В древности Бао Си был правителем (ваном) Поднебесной. Когда смотрел вверх, тогда наблюдал образы в небе. Когда смотрел вниз, тогда наблюдал образцы земли. Наблюдал узоры птиц и зверей и соответствия земли. Близкое брал у себя. Далёкое брал у вещей. Исходя из этого, в начале создал восемь триграмм, чтобы проникнуть в добродетель просветлённого духа и распределить по родам (классифицировать) суть десяти тысяч вещей. Создал узелки на верёвках (узелковое письмо), сплёл сети и силки, чтобы охотиться и ловить рыбу. (Си цы чжуань, II, 2)
Оригинальный текст (кит.)古者包犧氏之王天下也，仰則觀象於天，俯則觀法於地，觀鳥獸之文，與地之宜，近取諸身，遠取諸物，於是始作八卦，以通神明之德，以類萬物之情。作結繩而為罔罟，以佃以漁。
Ведь наставления, [полученные] без слов, и видение незримого — вот что Фу Си и Шэньнун считали своими учителями. (Хуайнань-цзы. Глава 9. Искусство владычествовать).
Оригинальный текст (кит.)故不言之令，不視之見，此伏犧、神農之所以為師也。

## Древние изображения Фу Си

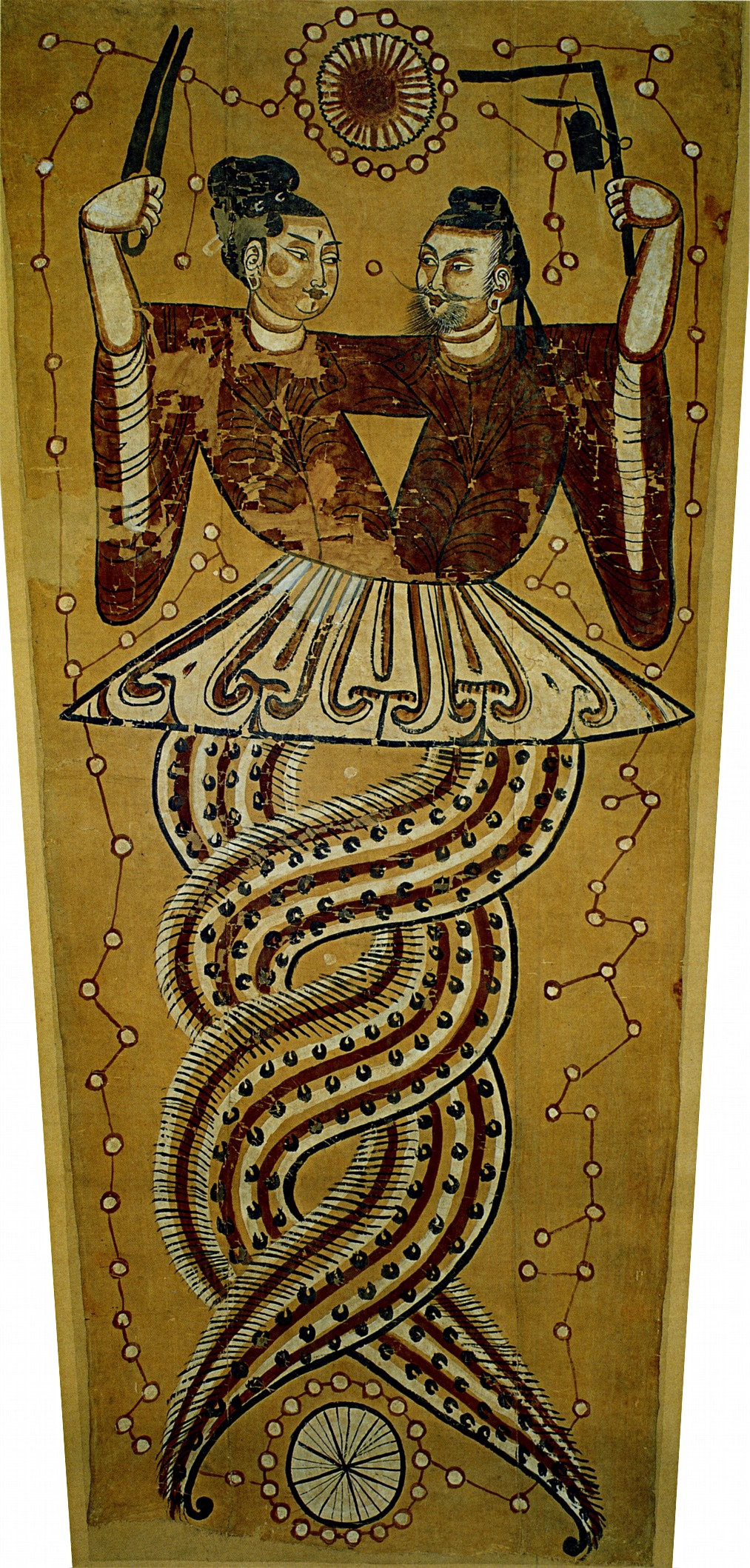
Древнее изображение Нюйвы и Фу Си (справа), было обнаружено в Синьцзяне

Дошедшие до нашего времени изображения Фу Си и Нюйва представляют собой рельефы на камне из различных гробниц первых веков нашей эры, изображения настенной живописи этого же времени или более раннего времени и изображения на шёлке, датируемые VI—VIII вв.

## Ранние свидетельства в Европе
Триграммы Фу Си были впервые упомянуты Иоахимом Буве в 1701 году в письме Лейбницу как соображение о бинарной системе исчисления, разработанной последним. Буве сделал попытку отождествить Фу Си с Гермесом Трисмегистом. Книга Explication de l’arithmetique binaire Лейбница, с упоминанием Фу Си, была опубликована в 1703 году.